# Metarica
Metarica es un distrito de la provincia de Niassa, en Mozambique, con una población censada en agosto de 2017 de 53 524 habitantes.
Se encuentra ubicado al norte del país, cerca del lago Malaui, al oeste, y la frontera con Tanzania, al norte.